# لويل ديفيدسون
لويل ديفيدسون (بالإنجليزية: Lowell Davidson)‏ هو عازف جاز وعازف بيانو أمريكي، ولد في 1941 في بوسطن في الولايات المتحدة، وتوفي في 1990.

## وصلات خارجية
- لويل ديفيدسون على موقع ميوزك برينز (الإنجليزية)
- لويل ديفيدسون على موقع أول ميوزيك (الإنجليزية)
- لويل ديفيدسون على موقع ديسكوغز (الإنجليزية)